# King Records
King Records es un sello discográfico independiente estadounidense fundado en 1944 por Sydney Nathan en Cincinnati (Estados Unidos). 

## Historia
El sello se especializó en sus inicios en música country (el boogie «hillbilly»), pero pronto se cambiaría al rhythm and blues. Nathan crearía más tarde los sellos Queen y Federal y adquiriría las empresas De Luxe y Betlehem Records. Cuando Syd Nathan falleció en 1968, la empresa se vendió a Starday para dar lugar a «Starday and King Records». La empresa acabó en 1970 en manos del célebre dúo de compositores Jerry Leiber y Mike Stoller, quienes la venderían poco después a Lin Broadcasting para cederla a Gusto Records. Desde 2001 Collectables Records a remasterizado y reeditado parte del catálogo King.

## Catálogo
Entre los artistas bajo contrato destacan: James Brown, Nina Simone, Wynonie Harris, The Delmore Brothers, Hal Singer, Roy Brown, Hank Ballard, The Dominoes, Hardrock Gunter, Stick McGhee, Little Willie John, Ivory Joe Hunter, Johnny "Guitar" Watson, Grandpa Jones.